# Coupe de France de hockey sur glace 2021-2022
Navigation
Coupe de France 2021 Coupe de France 2023
La Coupe de France 2022 de hockey sur glace est la vingt-neuvième édition de cette compétition organisée par la Fédération française de hockey sur glace. La finale se joue le 30 janvier 2022 à l'Aren'Ice de Cergy-Pontoise. L'édition précédente n'a pas pu aller à son terme à cause de la pandémie de Covid-19.

## Présentation
La Coupe de France est jouée sous la forme d'une compétition à élimination directe, chaque rencontre devant déterminer un vainqueur. S'il y a égalité à l'issue du temps réglementaire, une période de prolongation de dix minutes est jouée, suivie si nécessaire d'une séance de tirs au but. Chaque rencontre est déterminée par tirage au sort. Tous les clubs de Synerglace Ligue Magnus, de Division 1 et de Division 2 ont l'obligation de participer,,. 
Le calendrier de la coupe est le suivant :
- Premier tour : 2 octobre 2021
- Seizièmes de finale : 19 et 20 octobre 2021
- Huitièmes de finale : 2 et 3 novembre 2021
- Quarts de finale : 30 novembre et 1er décembre 2021
- Demi-finales : 5 janvier 2022
- Finale : 30 janvier 2022

| Tour                | Division | Division | Division | Division |
| Tour                | Synerglace Ligue Magnus (SLM) | Division 1 (D1) | Division 2 (D2) | Division 3 (D3) |
| ------------------- | --- | --- | --- | --- |
| Premier tour        | | Albatros de Brest Drakkars de Caen Éléphants de Chambéry Dogs de Cholet Sangliers Arvernes de Clermont Corsaires de Dunkerque Épinal Hockey Club Spartiates de Marseille Vipers de Montpellier Yétis du Mont-Blanc Corsaires de Nantes Bisons de Neuilly-sur-Marne Étoile noire de Strasbourg Remparts de Tours | Red Dogs d'Amnéville Chevaliers du lac d'Annecy Titans de Colmar Coqs de Courbevoie Bouquetins du HCMP Jets d'Évry Viry Pingouins de Morzine-Avoriaz Comètes de Meudon Français volants de Paris Phénix de Reims Renards de Roanne Bélougas de Toulouse-Blagnac Lynx de Valence Diables rouges de Valenciennes Ours de Villard-de-Lans Lions de Wasquehal | Castors d'Asnières Castors d'Avignon Tigres de l'ACBB Élans de Champigny Ducs de Dijon Aigles de La Roche-sur-Yon Lions de Lyon Graoully de Metz Krokos de Nîmes Boucaniers de Toulon |
| Seizièmes de finale | Gothiques d'Amiens Ducs d'Angers Hormadi Anglet Boxers de Bordeaux Diables rouges de Briançon Jokers de Cergy-Pontoise Pionniers de Chamonix Mont-Blanc Rapaces de Gap Brûleurs de loups de Grenoble Scorpions de Mulhouse Aigles de Nice Dragons de Rouen | | | |

## Premier tour
| 2 octobre 2021 | Évry-Viry (D2) | 1-6 (0-1, 0-4, 1-1) | Neuilly-sur-Marne (D1) | Patinoire des Lacs de l'Essonne |

| Feuille de match                               | Feuille de match                                    | Feuille de match            | Feuille de match | Feuille de match                                                                 |
| ---------------------------------------------- | --------------------------------------------------- | --------------------------- | --- | -------------------------------------------------------------------------------- |
|                                                | - Lallemand (Williams, Bourguignon) — 47 min 11 s - | 0-1 0-2 0-3 0-4 0-5 1-5 1-6 | Masson (Schmitt, Baldris) — 16 min 40 s Valier (Brassard, Buono) — 28 min 6 s Roussel (Brassard, Popoff) — 31 min 56 s Masson (Schmitt, Galkins) — 38 min 35 s Brassard (Valier, Roussel) — 39 min 8 s - Baldris (Auvitu, Galkins) — 49 min 7 s (SN) | Arbitrage : Guillaume Gardiol Juges de lignes : Thomas Simon et Maxime Laboulais |
| Tricoche (53 min 4 s) Florchinger (6 min 56 s) | Gardiens                                            | Gilbert                     | | Arbitrage : Guillaume Gardiol Juges de lignes : Thomas Simon et Maxime Laboulais |
| 30 min                                         | Pénalités                                           | 12 min                      | | Arbitrage : Guillaume Gardiol Juges de lignes : Thomas Simon et Maxime Laboulais |
|                                                |                                                     |                             | | Arbitrage : Guillaume Gardiol Juges de lignes : Thomas Simon et Maxime Laboulais |

| 2 octobre 2021 | Français volants (D2) | 0-0 (3-0, 2-0, 2-0) | Wasquehal (D2) | Patinoire Sonja-Henie 95 spectateurs |

| Feuille de match | Feuille de match | Feuille de match            | Feuille de match | Feuille de match                                                                   |
| ---------------- | --- | --------------------------- | ---------------- | ---------------------------------------------------------------------------------- |
|                  | Nadaux — 2 min 55 s Kouzmin (Papaux, Dana) — 11 min 16 s (SN) Cuzin (Papaux, Kouzmin) — 13 min 9 s (SN) Longo (Papaux, Dana) — 23 min 5 s (SN) Dana (Kouzmin, Nadaux) — 39 min 56 s Nadaux (Longo) — 42 min 1 s Longo (Kouzmin, Dana) — 48 min 19 s (SN) | 1-0 2-0 3-0 4-0 5-0 6-0 7-0 | -                | Arbitrage : Stéphane Peronnin Juges de lignes : Charles Baudoin et Nicolas Messier |
| Wargnier         | Gardiens | Trutt                       |                  | Arbitrage : Stéphane Peronnin Juges de lignes : Charles Baudoin et Nicolas Messier |
| 10 min           | Pénalités | 30 min                      |                  | Arbitrage : Stéphane Peronnin Juges de lignes : Charles Baudoin et Nicolas Messier |
|                  | |                             |                  | Arbitrage : Stéphane Peronnin Juges de lignes : Charles Baudoin et Nicolas Messier |

| 2 octobre 2021 | Valenciennes (D2) | 2-1 (1-0, 0-0, 1-1) | Dunkerque (D1) | Patinoire Valigloo 822 spectateurs |

| Feuille de match | Feuille de match                                                        | Feuille de match | Feuille de match               | Feuille de match                                                                  |
| ---------------- | ----------------------------------------------------------------------- | ---------------- | ------------------------------ | --------------------------------------------------------------------------------- |
|                  | Jääskeläinen (Houque) — 5 min 26 s Jääskeläinen (Cornu) — 40 min 51 s - | 1-0 2-0 2-1      | - Míka (Broutin) — 59 min 23 s | Arbitrage : Armand Bornais Juges de lignes : Cyril Debuche et Aurélien Smeeckaert |
| Viskari          | Gardiens                                                                | Duquenne         |                                | Arbitrage : Armand Bornais Juges de lignes : Cyril Debuche et Aurélien Smeeckaert |
| 12 min           | Pénalités                                                               | 12 min           |                                | Arbitrage : Armand Bornais Juges de lignes : Cyril Debuche et Aurélien Smeeckaert |
|                  |                                                                         |                  |                                | Arbitrage : Armand Bornais Juges de lignes : Cyril Debuche et Aurélien Smeeckaert |

| 2 octobre 2021 | Champigny (D3) | 2-10 (0-4, 1-4, 1-2) | Reims (D2) | Patinoire de Champigny-sur-Marne 150 spectateurs |

| Feuille de match                          | Feuille de match                                      | Feuille de match                                 | Feuille de match | Feuille de match                                                             |
| ----------------------------------------- | ----------------------------------------------------- | ------------------------------------------------ | --- | ---------------------------------------------------------------------------- |
|                                           | - Viklander — 35 min 32 s - Viklander — 43 min 13 s - | 0-1 0-2 0-3 0-4 0-5 0-6 0-7 0-8 1-8 1-9 2-9 2-10 | Brouillette (Lafrance, Gravina) — 6 min 14 s Dewolf (Rouillard) — 10 min 13 s Martial (Lafrance, Brouillette) — 14 min 57 s Brouillette (Martial, Gravina) — 17 min 24 s Gravina (Lafrance) — 21 min 40 s Rouillard (Matejka, Gravina) — 23 min 11 s Brouillette (Martial) — 27 min 54 s Gravina (Lafrance, Brouillette) — 32 min 6 s (SN) - Bernad (Brouillette) — 42 min 34 s - Brouillette (Coustenoble, Bernad) — 45 min 21 s | Arbitrage : Mickaël Gasnier Juges de lignes : Quentin Cady et Jérémie Douchy |
| Ito (30 min 11 s) Marciniak (29 min 49 s) | Gardiens                                              | Charton (33 min 21 s) Watelet (26 min 39 s)      | | Arbitrage : Mickaël Gasnier Juges de lignes : Quentin Cady et Jérémie Douchy |
| 10 min                                    | Pénalités                                             | 10 min                                           | | Arbitrage : Mickaël Gasnier Juges de lignes : Quentin Cady et Jérémie Douchy |
|                                           |                                                       |                                                  | | Arbitrage : Mickaël Gasnier Juges de lignes : Quentin Cady et Jérémie Douchy |

| 2 octobre 2021 | Boulogne-Billancourt (D3) | 3-16 (1-7, 2-3, 0-6) | Meudon (D2) | Patinoire de Boulogne-Billancourt 150 spectateurs |

| Feuille de match               | Feuille de match | Feuille de match                                                                    | Feuille de match | Feuille de match                                                                  |
| ------------------------------ | --- | ----------------------------------------------------------------------------------- | --- | --------------------------------------------------------------------------------- |
|                                | - Bissonnier (Le Flour, Bernadou) — 10 min 38 s - Le Flour (Laurent) — 36 min - Kreyder (Julio, Parisot) — 39 min 26 s - | 0-1 0-2 0-3 0-4 1-4 1-5 1-6 1-7 1-8 1-9 2-9 2-10 3-10 3-11 3-12 3-13 3-14 3-15 3-16 | Rabelle — 58 s T. Mathieu (Poutanen) — 6 min 46 s (IN) Torstensson (Rabelle, Ferré) — 8 min 29 s J. Hervé (Urlik Joly, T. Mathieu) — 10 min 26 s - Rabelle (Ņekļudovs, Gribko) — 13 min 1 s (SN) Poutanen (T. Mathieu, Mony) — 15 min 7 s Poutanen (Torstensson, T. Mathieu) — 18 min 34 s (SN) Boltushkine (T. Mathieu, Gribko) — 27 min 13 s Guimbard (Mony) — 31 min 3 s (SN) - Poutanen (T. Mathieu, Mony) — 37 min 52 s - Rabelle (Sebag, Gribko) — 42 min 22 s (SN) Ņekļudovs (J. Hervé, Urlik Joly) — 43 min 47 s Sebag (Ņekļudovs, Gribko) — 46 min 31 s Ņekļudovs — 51 min 4 s (SN) Torstensson (Radolanirina) — 53 min 21 s Poutanen (Mony, Boltushkine) — 57 min 5 s | Arbitrage : Romain Herrault Juges de lignes : Antoine Debucquet et Laura Peronnin |
| Labat (40 min) Collos (20 min) | Gardiens | Neau (20 min) F. Hervé (40 min)                                                     | | Arbitrage : Romain Herrault Juges de lignes : Antoine Debucquet et Laura Peronnin |
| 30 min                         | Pénalités | 8 min                                                                               | | Arbitrage : Romain Herrault Juges de lignes : Antoine Debucquet et Laura Peronnin |
|                                | |                                                                                     | | Arbitrage : Romain Herrault Juges de lignes : Antoine Debucquet et Laura Peronnin |

| 2 octobre 2021 | Asnières-sur-Seine (D3) | 2-7 (0-2, 0-4, 2-1) | Courbevoie (D2) | Patinoire des Courtilles 150 spectateurs |

| Feuille de match | Feuille de match                                                        | Feuille de match                    | Feuille de match | Feuille de match                                                                  |
| ---------------- | ----------------------------------------------------------------------- | ----------------------------------- | --- | --------------------------------------------------------------------------------- |
|                  | - Aurouzé (Austin, Garaud) — 52 min 32 s - Dubois (Austin) — 54 min 9 s | 0-1 0-2 0-3 0-4 0-5 0-6 1-6 1-7 2-7 | Ligué (M. Leroux) — 1 min 8 s M. Leroux (Place, A. Domalain) — 14 min 15 s (SN) Héron (Hamdan, Samyn) — 22 min 10 s A. Domalain (M. Leroux, Sel) — 23 min 56 s Hamdan (Sel) — 32 min 2 s Berthaud (M. Leroux, Ligué) — 34 min 52 s - Sel (Papp) — 53 min 1 s - | Arbitrage : Florian Aurat Juges de lignes : Christophe Moncozet et Alban Delsarte |
| Taupin           | Gardiens                                                                | Nikolić                             | | Arbitrage : Florian Aurat Juges de lignes : Christophe Moncozet et Alban Delsarte |
| 32 min           | Pénalités                                                               | 6 min                               | | Arbitrage : Florian Aurat Juges de lignes : Christophe Moncozet et Alban Delsarte |
|                  |                                                                         |                                     | | Arbitrage : Florian Aurat Juges de lignes : Christophe Moncozet et Alban Delsarte |

| 2 octobre 2021 | Metz (D3) | 11-1 (3-0, 5-0, 3-1) | Dijon (D3) | Ice Arena de Metz |

| Feuille de match | Feuille de match | Feuille de match                                   | Feuille de match                      | Feuille de match                        |
| ---------------- | --- | -------------------------------------------------- | ------------------------------------- | --------------------------------------- |
|                  | Zeliska (Maurer, N. Eriksson) — 7 min 12 s (SN) Zeliska (Essipov, Hamri) — 17 min 27 s (2 SN) N. Eriksson — 17 min 43 s (SN) Hamri (Zeliska) — 25 min 53 s Hamri (Zeliska) — 27 min 48 s (SN) Maurer (Maccioni) — 28 min 56 s (SN) Zeliska — 29 min (SN) Hamri (Zeliska) — 32 min 45 s Essipov (N. Eriksson, Zeliska) — 40 min 12 s (IN) Zeliska — 41 min 42 s Hamri (Benchabane) — 44 min 59 s - | 1-0 2-0 3-0 4-0 5-0 6-0 7-0 8-0 9-0 10-0 11-0 11-1 | - Bailly (Novotný) — 57 min 20 s (SN) | Arbitrage : Guy Zaegel et Steeve Girard |
| A. Eriksson      | Gardiens | Marcinek (29 min) Heinrich (31 min)                |                                       | Arbitrage : Guy Zaegel et Steeve Girard |
| 16 min           | Pénalités | 16 min                                             |                                       | Arbitrage : Guy Zaegel et Steeve Girard |
|                  | |                                                    |                                       | Arbitrage : Guy Zaegel et Steeve Girard |

| 2 octobre 2021 | Colmar (D2) | 4-9 (0-5, 1-3, 3-1) | Strasbourg (D1) | Patinoire de Colmar |

| Feuille de match                                 | Feuille de match | Feuille de match                                    | Feuille de match | Feuille de match                                                                       |
| ------------------------------------------------ | --- | --------------------------------------------------- | --- | -------------------------------------------------------------------------------------- |
|                                                  | - Hermant (Vinals) — 26 min 21 s - T. Perrenoud (Benzaid) — 47 min 26 s Burgert (Mathieu) — 53 min 53 s (SN) - Burgert (Mathieu) — 58 min 41 s | 0-1 0-2 0-3 0-4 0-5 0-6 1-6 1-7 1-8 2-8 3-8 3-9 4-9 | Weber (Delatour) — 2 min 50 s Důras (Hudgin) — 4 min 19 s Burgos Ramirez (Mensah, Roy) — 9 min 35 s Beckmann — 10 min 18 s Hudgin — 11 min 46 s Důras (Hudgin, Hoehe) — 24 min 3 s (SN) - Důras (Hudgin) — 32 min 11 s Olive (Burgos Ramirez, Mensah) — 37 min 16 s - Roy (Burgos Ramirez) — 58 min 10 s (SN) - | Arbitrage : Sébastien Geoffroy Juges de lignes : Johan Kirschenbaum et Justin Chouleur |
| Charpentier (33 min 23 s) Glachant (26 min 37 s) | Gardiens | Hiadlovský (40 min) Krauss (20 min)                 | | Arbitrage : Sébastien Geoffroy Juges de lignes : Johan Kirschenbaum et Justin Chouleur |
| 10 min                                           | Pénalités | 6 min                                               | | Arbitrage : Sébastien Geoffroy Juges de lignes : Johan Kirschenbaum et Justin Chouleur |
|                                                  | |                                                     | | Arbitrage : Sébastien Geoffroy Juges de lignes : Johan Kirschenbaum et Justin Chouleur |

| 2 octobre 2021 | Amnéville (D2) | 2-10 (0-3, 1-3, 1-4) | Épinal (D1) | Patinoire du Centre de Loisirs 317 spectateurs |

| Feuille de match                           | Feuille de match                                              | Feuille de match                                 | Feuille de match | Feuille de match                                                                           |
| ------------------------------------------ | ------------------------------------------------------------- | ------------------------------------------------ | --- | ------------------------------------------------------------------------------------------ |
|                                            | - Mašín (Griet) — 32 min 34 s - Mašín (Capet) — 57 min 24 s - | 0-1 0-2 0-3 0-4 0-5 1-5 1-6 1-7 1-8 1-9 2-9 2-10 | Nechala (Rusina) — 8 min 7 s Rudzan (Lubin) — 8 min 52 s Fujerik — 14 min 28 s (SN) Nemcek (Rudzan, Lubin) — 20 min 43 s Lubin (Rudzan, Fujerik) — 24 min 53 s - Lubin (Rudzan) — 38 min 37 s Rusina (Rapenne) — 52 min 7 s (SN) Nechala (Jayat, Ritz) — 53 min 57 s Fujerik (Blanchy, Donnet) — 56 min 14 s - Rudzan (Rusina) — 59 min 37 s | Arbitrage : Philippe Frossard Juges de lignes : Sueva Torribio Rousselin et Jérémie Collin |
| Boško (30 min 58 s) Thevenot (29 min 02 s) | Gardiens                                                      | Korochoune (52 min) Berger (8 min)               | | Arbitrage : Philippe Frossard Juges de lignes : Sueva Torribio Rousselin et Jérémie Collin |
| 4 min                                      | Pénalités                                                     | 4 min                                            | | Arbitrage : Philippe Frossard Juges de lignes : Sueva Torribio Rousselin et Jérémie Collin |
|                                            |                                                               |                                                  | | Arbitrage : Philippe Frossard Juges de lignes : Sueva Torribio Rousselin et Jérémie Collin |

| 2 octobre 2021 | Morzine-Avoriaz (D2) | 4-2 (3-2, 0-0, 1-0) | Villard-de-Lans (D2) | Škoda Arena |

| Feuille de match | Feuille de match | Feuille de match        | Feuille de match                                                              | Feuille de match                                                            |
| ---------------- | --- | ----------------------- | ----------------------------------------------------------------------------- | --------------------------------------------------------------------------- |
|                  | Mouratov (Vialle, J. Eyre) — 3 min 21 s (SN) Shroyer (Marcinek, Masson) — 7 min (SN) - Delale (Baravaglio, Masson) — 18 min 35 s B. Eyre (Nolan) — 58 min 58 s (IN + CV) | 1-0 2-0 2-1 2-2 3-2 4-2 | - Lecomte (Aurard, Zonderop) — 8 min 14 s (SN) Ruel (Zonderop) — 9 min 57 s - | Arbitrage : Florian Robert Juges de lignes : Thiefen Biot et Florian Baudry |
| Mugnier          | Gardiens | Fine                    |                                                                               | Arbitrage : Florian Robert Juges de lignes : Thiefen Biot et Florian Baudry |
| 12 min           | Pénalités | 12 min                  |                                                                               | Arbitrage : Florian Robert Juges de lignes : Thiefen Biot et Florian Baudry |
|                  | |                         |                                                                               | Arbitrage : Florian Robert Juges de lignes : Thiefen Biot et Florian Baudry |

| 2 octobre 2021 | Mont-Blanc (D1) | 6-2 (1-0, 2-0, 3-2) | Clermont-Ferrand (D1) | Patinoire de Megève |

| Feuille de match | Feuille de match | Feuille de match                | Feuille de match                                                                                             | Feuille de match                                                                  |
| ---------------- | --- | ------------------------------- | --- | --------------------------------------------------------------------------------- |
|                  | Walz — 1 min 43 s Léger (Arès, Loppatto) — 30 min 49 s (SN) Bataillé — 31 min 47 s Léger (Loppatto, Besson) — 40 min 47 s (SN) - Chatellard (Walz, Houde) — 54 min 34 s (SN) Bataillé (A. Cocar, Zabis) — 59 min 24 s | 1-0 2-0 3-0 4-0 4-1 4-2 5-2 6-2 | - Nurkkala (Vialatte, Nepveu de Villemarceau) — 41 min 38 s Mezentzeff (Vialatte, Travnicek) — 47 min 26 s - | Arbitrage : Didier Drif Juges de lignes : Anne-Sophie Boniface et Olivier Salicio |
| Goy              | Gardiens | Gourdin                         | | Arbitrage : Didier Drif Juges de lignes : Anne-Sophie Boniface et Olivier Salicio |
| 14 min           | Pénalités | 12 min                          | | Arbitrage : Didier Drif Juges de lignes : Anne-Sophie Boniface et Olivier Salicio |
|                  | |                                 | | Arbitrage : Didier Drif Juges de lignes : Anne-Sophie Boniface et Olivier Salicio |

| 2 octobre 2021 | Valence (D2) | 1-2 (0-1, 0-1, 1-0) | Chambéry (D1) | Le Polygone 364 spectateurs |

| Feuille de match | Feuille de match                                 | Feuille de match | Feuille de match                                                                             | Feuille de match                                                                     |
| ---------------- | ------------------------------------------------ | ---------------- | -------------------------------------------------------------------------------------------- | ------------------------------------------------------------------------------------ |
|                  | - An. Pelisse (Al. Pelisse, Bidoli) — 54 min 1 s | 0-1 0-2 1-2      | Bachelet (Protčenko, M. Corvez) — 19 min 8 s Bachelet (Protčenko, M. Corvez) — 25 min 27 s - | Arbitrage : Frédéric Peuriere Juges de lignes : Benjamin Auméras et Tristan Derkaoui |
| Gautero          | Gardiens                                         | Richer           |                                                                                              | Arbitrage : Frédéric Peuriere Juges de lignes : Benjamin Auméras et Tristan Derkaoui |
| 4 min            | Pénalités                                        | 12 min           |                                                                                              | Arbitrage : Frédéric Peuriere Juges de lignes : Benjamin Auméras et Tristan Derkaoui |
|                  |                                                  |                  |                                                                                              | Arbitrage : Frédéric Peuriere Juges de lignes : Benjamin Auméras et Tristan Derkaoui |

| 2 octobre 2021 | Lyon (D3) | 0-5 (0-2, 0-2, 0-1) | Roanne (D2) | Patinoire Charlemagne 869 spectateurs |

| Feuille de match                          | Feuille de match | Feuille de match    | Feuille de match | Feuille de match                                                                       |
| ----------------------------------------- | ---------------- | ------------------- | --- | -------------------------------------------------------------------------------------- |
|                                           | -                | 0-1 0-2 0-3 0-4 0-5 | Beaudoin (Ouimet) — 4 min 44 s Beaudoin (Ouimet, Bonnefond) — 15 min 55 s Bonnefond (Ouimet) — 22 min 9 s Beaudoin (Ouimet, Obuch) — 26 min 24 s Ouimet (Beaudoin, Laframboise) — 58 min 29 s | Arbitrage : Alexis Grabit Juges de lignes : Yohann Creux-Beaugirard et Gildas Fontaine |
| David (32 min 29 s) Bonello (27 min 31 s) | Gardiens         | Catelin             | | Arbitrage : Alexis Grabit Juges de lignes : Yohann Creux-Beaugirard et Gildas Fontaine |
| 6 min                                     | Pénalités        | 35 min              | | Arbitrage : Alexis Grabit Juges de lignes : Yohann Creux-Beaugirard et Gildas Fontaine |
|                                           |                  |                     | | Arbitrage : Alexis Grabit Juges de lignes : Yohann Creux-Beaugirard et Gildas Fontaine |

| 2 octobre 2021 | Courchevel-Méribel-Pralognan (D2) | 4-5 (pr) (1-1, 3-2, 0-1, 0-1) | Annecy (D2) | Patinoire de Courchevel 610 spectateurs |

| Feuille de match | Feuille de match | Feuille de match                    | Feuille de match | Feuille de match                                                                         |
| ---------------- | --- | ----------------------------------- | --- | ---------------------------------------------------------------------------------------- |
|                  | - Wagret (Guiney, Fillion) — 7 min 57 s Sonne (Evrard, Krukoff) — 20 min 21 s Krukoff (Sonne) — 24 min 16 s - Sonne (MacLean, Kalinovic) — 35 min 44 s - | 0-1 1-1 2-1 3-1 3-2 3-3 4-3 4-4 4-5 | Heiskanen (Vitton-Mea, Westerlund) — 1 min 34 s (SN + JS) - Arnaud — 26 min 9 s Westerlund (Heiskanen) — 30 min 47 s - Moncenix (Vitton-Mea, Croteau) — 52 min 32 s (SN) Heiskanen (Croteau, Westerlund) — 62 min 50 s | Arbitrage : Nicolas Cregut Juges de lignes : Tristan Rodriguez et Alexandre Donat-Magnin |
| Depanian         | Gardiens | Mongellaz                           | | Arbitrage : Nicolas Cregut Juges de lignes : Tristan Rodriguez et Alexandre Donat-Magnin |
| 10 min           | Pénalités | 8 min                               | | Arbitrage : Nicolas Cregut Juges de lignes : Tristan Rodriguez et Alexandre Donat-Magnin |
|                  | |                                     | | Arbitrage : Nicolas Cregut Juges de lignes : Tristan Rodriguez et Alexandre Donat-Magnin |

| 2 octobre 2021 | Avignon (D3) | 1-7 (1-3, 0-3, 0-1) | Montpellier (D1) | Palais de la Glace 423 spectateurs |

| Feuille de match                    | Feuille de match                    | Feuille de match                | Feuille de match | Feuille de match                                                             |
| ----------------------------------- | ----------------------------------- | ------------------------------- | --- | ---------------------------------------------------------------------------- |
|                                     | - Fazende (Brugier) — 10 min 45 s - | 0-1 0-2 1-2 1-3 1-4 1-5 1-6 1-7 | Odorico (Caubet, Montagut) — 7 min 10 s (SN) Vigor (Beauvais) — 10 min 34 s - Cherkaoui (Hanlon) — 12 min 45 s Montagut (Barin) — 21 min 56 s Cherkaoui (Barin, Ardouin) — 23 min 44 s Daugulis (Vojsovic, Svoboda) — 29 min 27 s Vojsovic (Daugulis, Beauvais) — 45 min 41 s | Arbitrage : Damien Icard Juges de lignes : Quentin Ugolini et Damien Thiercy |
| Guimonneau (40 min) Durbin (20 min) | Gardiens                            | Wery                            | | Arbitrage : Damien Icard Juges de lignes : Quentin Ugolini et Damien Thiercy |
| 12 min                              | Pénalités                           | 6 min                           | | Arbitrage : Damien Icard Juges de lignes : Quentin Ugolini et Damien Thiercy |
|                                     |                                     |                                 | | Arbitrage : Damien Icard Juges de lignes : Quentin Ugolini et Damien Thiercy |

| 2 octobre 2021 | Toulon (D3) | 8-1 (4-0, 3-0, 1-1) | Nîmes (D3) | Palais omnisports Marseille Grand Est |

| Feuille de match | Feuille de match | Feuille de match                    | Feuille de match                      | Feuille de match                                  |
| ---------------- | --- | ----------------------------------- | ------------------------------------- | ------------------------------------------------- |
|                  | Brodeur (Fougera, Landau) — 1 min 44 s Novotný (Cazaubon) — 3 min Novotný (Lebailly) — 3 min 4 s (SN) Landau (Cazaubon, Merbah) — 12 min 4 s Novotný (Arrighi) — 30 min 5 s Landau (Cazaubon) — 30 min 19 s Merbah (Cazaubon, Novotný) — 38 min 56 s (IN) Novotný (Držík, Cazaubon) — 42 min 36 s - | 1-0 2-0 3-0 4-0 5-0 6-0 7-0 8-0 8-1 | - Beaussonie (Gras) — 47 min 3 s (SN) | Arbitrage : Frédéric Hemmery et Laurent Vaissaire |
| Gibson           | Gardiens | Verleye                             |                                       | Arbitrage : Frédéric Hemmery et Laurent Vaissaire |
| 10 min           | Pénalités | 14 min                              |                                       | Arbitrage : Frédéric Hemmery et Laurent Vaissaire |
|                  | |                                     |                                       | Arbitrage : Frédéric Hemmery et Laurent Vaissaire |

| 2 octobre 2021 | Toulouse-Blagnac (D2) | 2-11 (1-2, 0-5, 1-4) | Marseille (D1) | Patinoire Jacques-Raynaud 735 spectateurs |

| Feuille de match                     | Feuille de match                                          | Feuille de match                                       | Feuille de match | Feuille de match                                                            |
| ------------------------------------ | --------------------------------------------------------- | ------------------------------------------------------ | --- | --------------------------------------------------------------------------- |
|                                      | Riendeau (Coulombe) — 30 s - Pommier — 53 min 29 s (IN) - | 1-0 1-1 1-2 1-3 1-4 1-5 1-6 1-7 1-8 1-9 1-10 2-10 2-11 | - Ruotsalainen (Cerdà, Morillon) — 5 min 21 s G. Villiot (Maslovskis, Villain) — 6 min 10 s Ruotsalainen (Dmitritchev) — 25 min 28 s (IN) Leroux (Dmitritchev, Ruotsalainen) — 27 min 57 s G. Villiot (Morillon, Maslovskis) — 30 min 27 s (SN) Nalliod-Izacard (Maslovskis) — 34 min 39 s (SN) Dmitritchev (Morillon) — 38 min 57 s (SN) Leroux (Morillon, Deshaies) — 44 min 17 s (2 SN) B. Villiot (Maslovskis) — 45 min 23 s (SN) G. Villiot — 47 min 18 s (IN) - Deshaies — 54 min 16 s (SN) | Arbitrage : Adrian Popa Juges de lignes : Rémy Aussenac et Guillaume Barthe |
| Lavallière (40 min) Frédric (20 min) | Gardiens                                                  | Pietilä                                                | | Arbitrage : Adrian Popa Juges de lignes : Rémy Aussenac et Guillaume Barthe |
| 67 min                               | Pénalités                                                 | 28 min                                                 | | Arbitrage : Adrian Popa Juges de lignes : Rémy Aussenac et Guillaume Barthe |
|                                      |                                                           |                                                        | | Arbitrage : Adrian Popa Juges de lignes : Rémy Aussenac et Guillaume Barthe |

| 2 octobre 2021 | Cholet (D1) | 4-5 (pr) (1-0, 1-1, 2-3, 0-1) | Brest (D1) | Pôle Sportif Glisséo |

| Feuille de match | Feuille de match | Feuille de match                    | Feuille de match | Feuille de match                                                                      |
| ---------------- | --- | ----------------------------------- | --- | ------------------------------------------------------------------------------------- |
|                  | Couturier (Luedtke, Pears) — 3 min 56 s Karsh (Luedtke, Vepsäläinen) — 24 min 36 s - Torrel (Pears, Luba) — 46 min 4 s (SN) - Torrel (Luedtke, Karsh) — 58 min 4 s (JS) - | 1-0 2-0 2-1 3-1 3-2 3-3 3-4 4-4 4-5 | - Rudl (Gibert, G. Avenel) — 32 min 43 s (SN) - Tremblay (Blaha, Favarin) — 53 min 47 s Kubalík (Gibert) — 53 min 55 s Virtala (Henderson, Kubalík) — 55 min 43 s - Vrána (Kubalík) — 60 min 53 s | Arbitrage : Frédéric Le Berre Juges de lignes : Charles-Édouard Salmon et Tom Leonard |
| Luba             | Gardiens | Blažek                              | | Arbitrage : Frédéric Le Berre Juges de lignes : Charles-Édouard Salmon et Tom Leonard |
| 8 min            | Pénalités | 10 min                              | | Arbitrage : Frédéric Le Berre Juges de lignes : Charles-Édouard Salmon et Tom Leonard |
|                  | |                                     | | Arbitrage : Frédéric Le Berre Juges de lignes : Charles-Édouard Salmon et Tom Leonard |

| 2 octobre 2021 | La Roche-sur-Yon (D3) | 1-6 (0-2, 1-2, 0-2) | Tours (D1) | Complexe Arago 450 spectateurs |

| Feuille de match | Feuille de match                            | Feuille de match            | Feuille de match | Feuille de match                                                              |
| ---------------- | ------------------------------------------- | --------------------------- | --- | ----------------------------------------------------------------------------- |
|                  | - Manon (Magne, Selin) — 27 min 41 s (SN) - | 0-1 0-2 1-2 1-3 1-4 1-5 1-6 | Bushbacher (Downey, Birolini) — 2 min 58 s Camy-Sarty (McSween, E. Raibon) — 19 min 14 s - Ayotte — 28 min 24 s Bushbacher (Ayotte, McSween) — 32 min 10 s (SN) Downey (Bushbacher, Birolini) — 48 min 9 s Bushbacher (Garrido) — 53 min 15 s | Arbitrage : Raphaël Rohwedder Juges de lignes : David Haspot et Pierre Tronet |
| Bolduc           | Gardiens                                    | S. Raibon                   | | Arbitrage : Raphaël Rohwedder Juges de lignes : David Haspot et Pierre Tronet |
| 12 min           | Pénalités                                   | 10 min                      | | Arbitrage : Raphaël Rohwedder Juges de lignes : David Haspot et Pierre Tronet |
|                  |                                             |                             | | Arbitrage : Raphaël Rohwedder Juges de lignes : David Haspot et Pierre Tronet |

| 2 octobre 2021 | Caen (D1) | 3-5 (0-1, 0-3, 3-1) | Nantes (D1) | Patinoire de Caen la mer |

| Feuille de match | Feuille de match                                                                                   | Feuille de match                | Feuille de match | Feuille de match                                                                 |
| ---------------- | -------------------------------------------------------------------------------------------------- | ------------------------------- | --- | -------------------------------------------------------------------------------- |
|                  | - Chamberland (Devin, Marttinen) — 51 min 9 s Devin (Marttinen) — 57 min 1 s Devin — 58 min 54 s - | 0-1 0-2 0-3 0-4 1-4 2-4 3-4 3-5 | Jacquier (Auger, André) — 15 min 11 s Jacquier (Schmitt, Marks) — 22 min 36 s Schmitt (Ten Braak, Marks) — 25 min 20 s (SN) Gagnon (Dufournet) — 28 min 51 s (SN) - Ten Braak (Blomberg, Brenton) — 59 min 50 s | Arbitrage : Sébastien Levasseur Juges de lignes : Jérémy Metais et Romain Honoré |
| Quemener         | Gardiens                                                                                           | Harald                          | | Arbitrage : Sébastien Levasseur Juges de lignes : Jérémy Metais et Romain Honoré |
| 12 min           | Pénalités                                                                                          | 24 min                          | | Arbitrage : Sébastien Levasseur Juges de lignes : Jérémy Metais et Romain Honoré |
|                  | |                                 | | Arbitrage : Sébastien Levasseur Juges de lignes : Jérémy Metais et Romain Honoré |

## Seizièmes de finale
| 19 octobre 2021 | Neuilly-sur-Marne (D1) | 1-2 (TB) (0-1, 1-0, 0-0, 0-0, 0-1) | Rouen (SLM) | Patinoire municipale de Neuilly-sur-Marne 213 spectateurs |

| Feuille de match | Feuille de match                                 | Feuille de match | Feuille de match                                             | Feuille de match                                                                      |
| ---------------- | ------------------------------------------------ | ---------------- | ------------------------------------------------------------ | ------------------------------------------------------------------------------------- |
|                  | - Popoff (Valier, Brassard) — 25 min 26 s (SN) - | 0-1 1-1 1-2      | Gilbert (Flood, Guttig) — 7 min 10 s - Gilbert — 65 min (TB) | Arbitrage : Frédéric Le Berre Juges de lignes : Jérémie Douchy et Aurélien Smeeckaert |
| Gilbert          | Gardiens                                         | Pintarič         |                                                              | Arbitrage : Frédéric Le Berre Juges de lignes : Jérémie Douchy et Aurélien Smeeckaert |
| 12 min           | Pénalités                                        | 10 min           |                                                              | Arbitrage : Frédéric Le Berre Juges de lignes : Jérémie Douchy et Aurélien Smeeckaert |
|                  |                                                  |                  |                                                              | Arbitrage : Frédéric Le Berre Juges de lignes : Jérémie Douchy et Aurélien Smeeckaert |

| 19 octobre 2021 | Meudon (D2) | 2-7 (1-1, 1-2, 0-4) | Cergy-Pontoise (SLM) | Sport Station de Meudon 450 spectateurs |

| Feuille de match | Feuille de match                                            | Feuille de match                    | Feuille de match | Feuille de match                                                                  |
| ---------------- | ----------------------------------------------------------- | ----------------------------------- | --- | --------------------------------------------------------------------------------- |
|                  | T. Mathieu — 1 min 2 s - Rabelle (Guimbard) — 25 min 33 s - | 1-0 1-1 1-2 2-2 2-3 2-4 2-5 2-6 2-7 | - Kestilä (Podlipnik) — 11 min 8 s (SN) Petit (Levesque) — 24 min 53 s - Owre (Hordelalay) — 29 min 15 s Podlipnik (Tait, Franck) — 41 min 3 s (SN) Kearney (Kestilä) — 42 min 27 s Owre — 50 min 5 s Da Costa (Suire, Franck) — 58 min 38 s | Arbitrage : Sébastien Levasseur Juges de lignes : Jérémie Collin et Romain Honoré |
| Neau             | Gardiens                                                    | Munson                              | | Arbitrage : Sébastien Levasseur Juges de lignes : Jérémie Collin et Romain Honoré |
| 12 min           | Pénalités                                                   | 2 min                               | | Arbitrage : Sébastien Levasseur Juges de lignes : Jérémie Collin et Romain Honoré |
|                  |                                                             |                                     | | Arbitrage : Sébastien Levasseur Juges de lignes : Jérémie Collin et Romain Honoré |

| 20 octobre 2021 | Metz (D3) | 0-12 (0-6, 0-4, 0-2) | Valenciennes (D2) | Ice Arena de Metz |

| Feuille de match                                 | Feuille de match | Feuille de match                                   | Feuille de match | Feuille de match                                                                      |
| ------------------------------------------------ | ---------------- | -------------------------------------------------- | --- | ------------------------------------------------------------------------------------- |
|                                                  | -                | 0-1 0-2 0-3 0-4 0-5 0-6 0-7 0-8 0-9 0-10 0-11 0-12 | Jääskeläinen (Houque, Daneau) — 13 s Daneau (Houque) — 7 min 6 s Hatto (Frtiz-Dreyssé, Binet-Bérubé) — 11 min 16 s Jääskeläinen (Houque) — 11 min 26 s Daneau (Houque) — 11 min 58 s Daneau (Houque) — 16 min 37 s (IN) Sadoine (Daneau, Binet-Bérubé) — 23 min 1 s Cornu (Hatto, Destoop) — 30 min 38 s (SN) Jääskeläinen (Daneau, Sadoine) — 31 min 22 s Hatto (Binet-Bérubé) — 37 min 18 s Daneau (Jääskeläinen, Houque) — 40 min 48 s Destoop (Hatto) — 44 min 47 s | Arbitrage : Sébastien Geoffroy Juges de lignes : Johan Kirchenbaum et Charles Baudoin |
| A. Eriksson (50 min 20 s) De Preval (9 min 40 s) | Gardiens         | Viskari (20 min) Courtoison (40 min)               | | Arbitrage : Sébastien Geoffroy Juges de lignes : Johan Kirchenbaum et Charles Baudoin |
| 10 min                                           | Pénalités        | 6 min                                              | | Arbitrage : Sébastien Geoffroy Juges de lignes : Johan Kirchenbaum et Charles Baudoin |
|                                                  |                  |                                                    | | Arbitrage : Sébastien Geoffroy Juges de lignes : Johan Kirchenbaum et Charles Baudoin |

| 19 octobre 2021 | Reims (D2) | 3-11 (2-2, 0-3, 1-6) | Amiens (SLM) | Patinoire Albert 1er 313 spectateurs |

| Feuille de match | Feuille de match                                                                      | Feuille de match                                           | Feuille de match | Feuille de match                                                              |
| ---------------- | ------------------------------------------------------------------------------------- | ---------------------------------------------------------- | --- | ----------------------------------------------------------------------------- |
|                  | Brouillette (Martial) — 3 min Matejka (Rouillard) — 3 min 58 s - Bernad — 57 min 33 s | 1-0 2-0 2-1 2-2 2-3 2-4 2-5 2-6 2-7 2-8 2-9 2-10 2-11 3-11 | - Pearce (Lopatchouk) — 6 min 45 s Lopatchouk (Boivin) — 13 min 15 s (SN) Bruche — 21 min 7 s Naas — 34 min 52 s Matima (Romand) — 39 min 15 s Pearce (Naas) — 40 min 46 s Plagnat — 41 min 3 s Naas (Tiala, Pearce) — 42 min 51 s Simonsen (Boivin, Gibb) — 45 min 1 s (SN) Tiala (Pearce) — 53 min 56 s Naas — 57 min 1 s - | Arbitrage : Philippe Frossard Juges de lignes : Thomas Simon et Cyril Debuche |
| Charton          | Gardiens                                                                              | Savoye                                                     | | Arbitrage : Philippe Frossard Juges de lignes : Thomas Simon et Cyril Debuche |
| 8 min            | Pénalités                                                                             | 2 min                                                      | | Arbitrage : Philippe Frossard Juges de lignes : Thomas Simon et Cyril Debuche |
|                  |                                                                                       |                                                            | | Arbitrage : Philippe Frossard Juges de lignes : Thomas Simon et Cyril Debuche |

| 20 octobre 2021 | Courbevoie (D2) | 1-5 (1-2, 0-1, 0-2) | Wasquehal (D2) | Patinoire municipale de Courbevoie 110 spectateurs |

| Feuille de match | Feuille de match                       | Feuille de match        | Feuille de match | Feuille de match                                                              |
| ---------------- | -------------------------------------- | ----------------------- | --- | ----------------------------------------------------------------------------- |
|                  | Hamdan (Héron, Bourgès) — 7 min 30 s - | 1-0 1-1 1-2 1-3 1-4 1-5 | - Herrera (Lagrise, Zajac) — 9 min 23 s (SN) Zajac — 15 min 24 s Zajac (Lagrise) — 37 min 31 s Zajac — 42 min 44 s Toneatto (Herrera, Kalisa) — 54 min 43 s | Arbitrage : Cédric Turbert Juges de lignes : Laura Peronnin et Alban Delsarte |
| Nikolić          | Gardiens                               | Trutt                   | | Arbitrage : Cédric Turbert Juges de lignes : Laura Peronnin et Alban Delsarte |
| 14 min           | Pénalités                              | 12 min                  | | Arbitrage : Cédric Turbert Juges de lignes : Laura Peronnin et Alban Delsarte |
|                  |                                        |                         | | Arbitrage : Cédric Turbert Juges de lignes : Laura Peronnin et Alban Delsarte |

| 19 octobre 2021 | Strasbourg (D1) | 1-6 (1-1, 0-1, 0-4) | Grenoble (SLM) | Patinoire Iceberg 585 spectateurs |

| Feuille de match | Feuille de match                       | Feuille de match            | Feuille de match | Feuille de match                                                                         |
| ---------------- | -------------------------------------- | --------------------------- | --- | ---------------------------------------------------------------------------------------- |
|                  | Olive (Roy, Hoehe) — 9 min 34 s (SN) - | 1-0 1-1 1-2 1-3 1-4 1-5 1-6 | - A. Dair (Bisaillon) — 11 min 28 s (SN) Valier (Treille) — 39 min 59 s (IN) Hardy (Champagne) — 40 min 28 s Champagne (Treille) — 44 min 48 s Koudri (Valier, Munoz) — 48 min 35 s A. Dair (Treille) — 59 min 12 s | Arbitrage : Adrien Ernecq Juges de lignes : Jason Thorrignac et Sueva Torribio-Rousselin |
| Hiadlovský       | Gardiens                               | Garnier                     | | Arbitrage : Adrien Ernecq Juges de lignes : Jason Thorrignac et Sueva Torribio-Rousselin |
| 10 min           | Pénalités                              | 10 min                      | | Arbitrage : Adrien Ernecq Juges de lignes : Jason Thorrignac et Sueva Torribio-Rousselin |
|                  |                                        |                             | | Arbitrage : Adrien Ernecq Juges de lignes : Jason Thorrignac et Sueva Torribio-Rousselin |

| 19 octobre 2021 | Roanne (D2) | 2-8 (1-2, 1-4, 0-2) | Épinal (D1) | Patinoire Fontalon 334 spectateurs |

| Feuille de match | Feuille de match                                                                           | Feuille de match                             | Feuille de match | Feuille de match                                                                        |
| ---------------- | ------------------------------------------------------------------------------------------ | -------------------------------------------- | --- | --------------------------------------------------------------------------------------- |
|                  | - Obuch (Ļeščovs, Ravanel) — 12 min 2 s (SN) - Ouimet (Bonnefond, Catelin) — 26 min 31 s - | 0-1 1-1 1-2 1-3 1-4 2-4 2-5 2-6 2-7 2-8      | Rudzan (Nechala) — 33 s - Nechala (Fujerik, Rudzan) — 19 min 50 s (SN) Rudzan (Rusina, Lubin) — 23 min 29 s Lubin (Rudzan, Fujerik) — 25 min 54 s (SN) - Rudzan (Fujerik, Lubin) — 30 min 30 s (SN) Nemcek (Baškatovs, Nechala) — 32 min 29 s Jayat (Martin, Baškatovs) — 48 min 38 s Baškatovs (Nechala, Jayat) — 54 min 53 s | Arbitrage : Guillaume Gardial Juges de lignes : Thiefen Biot et Yohann Creux-Beaugirard |
| Catelin          | Gardiens                                                                                   | Korochoune (47 min 44 s) Ravel (12 min 16 s) | | Arbitrage : Guillaume Gardial Juges de lignes : Thiefen Biot et Yohann Creux-Beaugirard |
| 8 min            | Pénalités                                                                                  | 10 min                                       | | Arbitrage : Guillaume Gardial Juges de lignes : Thiefen Biot et Yohann Creux-Beaugirard |
|                  |                                                                                            |                                              | | Arbitrage : Guillaume Gardial Juges de lignes : Thiefen Biot et Yohann Creux-Beaugirard |

| 20 octobre 2021 | Chambéry (D1) | 6-2 (3-2, 1-0, 2-1) | Mont-Blanc (D1) | Patinoire Buisson Rond 200 spectateurs |

| Feuille de match | Feuille de match | Feuille de match                    | Feuille de match                                                                                              | Feuille de match                                                                         |
| ---------------- | --- | ----------------------------------- | --- | ---------------------------------------------------------------------------------------- |
|                  | Siraudin (Bachelet, Protčenko) — 3 min 22 s - Renda (Crivello, Navarro) — 5 min 43 s (SN) - Chevrier (Crivello, Renda) — 19 min 50 s (SN) Siraudin (Bachelet, Dubé) — 37 min 16 s (SN) Caratini (Bachelet, Dair) — 42 min 8 s Johnson (Crivello, Navarro) — 44 min 37 s - | 1-0 1-1 2-1 2-2 3-2 4-2 5-2 6-2 6-3 | - Arès — 5 min 20 s (TP) - Renaud (Léger, Loppatto) — 16 min 28 s (SN) - Houde (Arès, Bataillé) — 52 min 27 s | Arbitrage : Didier Drif Juges de lignes : Anne-Sophie Boniface et Alexandre Donat-Magnin |
| Richer           | Gardiens | Goy                                 | | Arbitrage : Didier Drif Juges de lignes : Anne-Sophie Boniface et Alexandre Donat-Magnin |
| 18 min           | Pénalités | 12 min                              | | Arbitrage : Didier Drif Juges de lignes : Anne-Sophie Boniface et Alexandre Donat-Magnin |
|                  | |                                     | | Arbitrage : Didier Drif Juges de lignes : Anne-Sophie Boniface et Alexandre Donat-Magnin |

| 19 octobre 2021 | Annecy (D2) | 4-2 (1-0, 0-2, 3-0) | Morzine-Avoriaz (D2) | Complexe Jean Régis 170 spectateurs |

| Feuille de match | Feuille de match | Feuille de match        | Feuille de match                                              | Feuille de match                                                             |
| ---------------- | --- | ----------------------- | ------------------------------------------------------------- | ---------------------------------------------------------------------------- |
|                  | Gauze — 11 min 12 s - Springer (C. Papa, Arnaud) — 52 min 59 s Croteau (Arnaud, Springer) — 55 min 2 s Heiskanen (Springer) — 59 min 40 s (CV) | 1-0 1-1 1-2 2-2 3-2 4-2 | - Cestr — 32 min 28 s Marcinek (Ross, Vialle) — 37 min 26 s - | Arbitrage : Damien Icard Juges de lignes : Florian Baudry et Olivier Salicio |
| Dugat            | Gardiens | Mugnier                 |                                                               | Arbitrage : Damien Icard Juges de lignes : Florian Baudry et Olivier Salicio |
| 2 min            | Pénalités | 2 min                   |                                                               | Arbitrage : Damien Icard Juges de lignes : Florian Baudry et Olivier Salicio |
|                  | |                         |                                                               | Arbitrage : Damien Icard Juges de lignes : Florian Baudry et Olivier Salicio |

| 19 octobre 2021 | Marseille (D1) | 1-4 (0-1, 1-2, 0-1) | Briançon (SLM) | Palais omnisports Marseille Grand Est 482 spectateurs |

| Feuille de match | Feuille de match                               | Feuille de match    | Feuille de match | Feuille de match                                                                        |
| ---------------- | ---------------------------------------------- | ------------------- | --- | --------------------------------------------------------------------------------------- |
|                  | - Nalliod-Izacard (B. Villiot) — 25 min 23 s - | 0-1 0-2 1-2 1-3 1-4 | Vasko (Michalcin, Huna) — 17 min 29 s (SN) R. Colomban (Hudak, Schmitt) — 22 min 11 s (SN) - Fauchon (Plouffe) — 36 min 8 s Huna (Ruel, Plouffe) — 59 min 22 s (CV) | Arbitrage : Geoffrey Barcelo Juges de lignes : Alexia Cheyroux et Nicolas Constantineau |
| Guilbaut         | Gardiens                                       | Richard             | | Arbitrage : Geoffrey Barcelo Juges de lignes : Alexia Cheyroux et Nicolas Constantineau |
| 6 min            | Pénalités                                      | 24 min              | | Arbitrage : Geoffrey Barcelo Juges de lignes : Alexia Cheyroux et Nicolas Constantineau |
|                  |                                                |                     | | Arbitrage : Geoffrey Barcelo Juges de lignes : Alexia Cheyroux et Nicolas Constantineau |

| 20 octobre 2021 | Toulon (D3) | 1-22 (0-7, 1-8, 0-7) | Nice (SLM) | Patinoire de La Garde |

| Feuille de match | Feuille de match                   | Feuille de match                                                                                          | Feuille de match | Feuille de match                                                             |
| ---------------- | ---------------------------------- | --- | --- | ---------------------------------------------------------------------------- |
|                  | - Capocci (Landau) — 33 min 54 s - | 0-1 0-2 0-3 0-4 0-5 0-6 0-7 0-8 0-9 0-10 0-11 0-12 1-12 1-13 1-14 1-15 1-16 1-17 1-18 1-19 1-20 1-21 1-22 | Valtonen (Bonnardel, Pelamo) — 2 min 39 s Penz (Bonnardel) — 11 min Kuronen (Matai) — 11 min 11 s Carpentier (Chabert) — 13 min 46 s Valtonen (Pascal) — 14 min 7 s Kopta (Matai) — 15 min 40 s Pelamo (Valtonen) — 16 min 55 s Heizer (Bonnardel) — 25 min 17 s Proux (Matai) — 28 min 43 s Pelamo (Carpentier) — 29 min 35 s Carpentier (Kopta) — 29 min 52 s Thomas (Brincko) — 30 min 10 s - Kuronen (Kopta) — 35 min 34 s Proux (Matai) — 36 min 55 s Heizer (Crête) — 39 min 38 s Proux (Sutor, Heizer) — 41 min 16 s Penz (Heizer) — 44 min 15 s Heizer (Sutor) — 44 min 30 s Kuronen (Karlsson) — 44 min 47 s Proux (Sutor) — 47 min 42 s Chabert (Crête) — 49 min 5 s Kopta (Crête) — 53 min 18 s | Arbitrage : Adrian Popa Juges de lignes : Gildas Fontaine et Quentin Ugolini |
| Bautru           | Gardiens                           | Romančík (20 min) Rollet (40 min)                                                                         | | Arbitrage : Adrian Popa Juges de lignes : Gildas Fontaine et Quentin Ugolini |
| 12 min           | Pénalités                          | 4 min | | Arbitrage : Adrian Popa Juges de lignes : Gildas Fontaine et Quentin Ugolini |
|                  |                                    | | | Arbitrage : Adrian Popa Juges de lignes : Gildas Fontaine et Quentin Ugolini |

| 19 octobre 2021 | Montpellier (D1) | 1-3 (0-0, 1-2, 0-1) | Gap (SLM) | Patinoire Végapolis |

| Feuille de match | Feuille de match                              | Feuille de match | Feuille de match | Feuille de match                                                                    |
| ---------------- | --------------------------------------------- | ---------------- | --- | ----------------------------------------------------------------------------------- |
|                  | - Vigor (Murphy, Caubet) — 30 min 39 s (SN) - | 0-1 1-1 1-2 1-3  | Langlais (Goličič, A. Faure) — 23 min 17 s - Bourgeois (Joubert, Chapuis) — 37 min 37 s (SN) Rohat (Darier) — 51 min 40 s (IN) | Arbitrage : Benjamin Scolari Juges de lignes : Benjamin Auméras et Guillaume Barthe |
| Rosandić         | Gardiens                                      | Darier           | | Arbitrage : Benjamin Scolari Juges de lignes : Benjamin Auméras et Guillaume Barthe |
| 16 min           | Pénalités                                     | 12 min           | | Arbitrage : Benjamin Scolari Juges de lignes : Benjamin Auméras et Guillaume Barthe |
|                  |                                               |                  | | Arbitrage : Benjamin Scolari Juges de lignes : Benjamin Auméras et Guillaume Barthe |

| 19 octobre 2021 | Brest (D1) | 2-5 (2-2, 0-2, 0-1) | Bordeaux (SLM) | Rïnkla Stadium 455 spectateurs |

| Feuille de match | Feuille de match                                                                    | Feuille de match            | Feuille de match | Feuille de match                                                                     |
| ---------------- | ----------------------------------------------------------------------------------- | --------------------------- | --- | ------------------------------------------------------------------------------------ |
|                  | Henderson (G. Avenel, Kubalík) — 3 min 4 s Gibert (Tremblay, Favarin) — 8 min 6 s - | 1-0 2-0 2-1 2-2 2-3 2-4 2-5 | - Legault (Rambelo, Lévèsque) — 11 min 57 s Legault (Lévèsque, élisle) — 17 min 1 s Guillaume (Boscq, Lamboley) — 21 min 57 s Paquin (Lévèsque, Bélisle) — 29 min 26 s (SN) Rambelo (Legault) — 47 min 1 s | Arbitrage : Alexandre Bourreau Juges de lignes : Joffrey Yssembourg et Jérémy Metais |
| Blažek           | Gardiens                                                                            | Richard                     | | Arbitrage : Alexandre Bourreau Juges de lignes : Joffrey Yssembourg et Jérémy Metais |
| 6 min            | Pénalités                                                                           | 2 min                       | | Arbitrage : Alexandre Bourreau Juges de lignes : Joffrey Yssembourg et Jérémy Metais |
|                  |                                                                                     |                             | | Arbitrage : Alexandre Bourreau Juges de lignes : Joffrey Yssembourg et Jérémy Metais |

| 19 octobre 2021 | Nantes (D1) | 4-3 (TB) (2-2, 1-0, 0-1, 0-0, 1-0) | Anglet (SLM) | Patinoire du Petit Port 547 spectateurs |

| Feuille de match | Feuille de match | Feuille de match            | Feuille de match | Feuille de match                                                            |
| ---------------- | --- | --------------------------- | --- | --------------------------------------------------------------------------- |
|                  | - Bergeron (Crowder) — 11 min 7 s Bergeron — 17 min 34 s Blomberg (Crowder, Bergeron) — 29 min 54 s - Brenton — 65 min (TB) | 0-1 0-2 1-2 2-2 3-2 3-3 4-3 | Ģēģeris (Arrossamena) — 3 min 7 s Arrossamena (Ranger, Gutwald) — 5 min 55 s - Decock (Hrehorčák, Gutwald) — 43 min 47 s (SN) - | Arbitrage : Savice Fabre Juges de lignes : Johan Fauvel et Maxime Laboulais |
| Harald           | Gardiens | Hardy                       | | Arbitrage : Savice Fabre Juges de lignes : Johan Fauvel et Maxime Laboulais |
| 10 min           | Pénalités | 6 min                       | | Arbitrage : Savice Fabre Juges de lignes : Johan Fauvel et Maxime Laboulais |
|                  | |                             | | Arbitrage : Savice Fabre Juges de lignes : Johan Fauvel et Maxime Laboulais |

| 20 octobre 2021 | Tours (D1) | 0-6 (0-2, 0-2, 0-2) | Angers (SLM) | Patinoire de Tours 693 spectateurs |

| Feuille de match | Feuille de match | Feuille de match        | Feuille de match | Feuille de match                                                                     |
| ---------------- | ---------------- | ----------------------- | --- | ------------------------------------------------------------------------------------ |
|                  | -                | 0-1 0-2 0-3 0-4 0-5 0-6 | Guenther (Dusseau, Farnier) — 1 min 57 s Sarliève (Di Dio Balsamo, Dusseau) — 16 min 6 s Halley (Giroux, Coulombe) — 32 min 8 s (SN) Torquato — 34 min 41 s Serer (Sarliève, Giroux) — 53 min 57 s Halley (Giroux) — 58 min 6 s | Arbitrage : Marie-Tjana Picavet Juges de lignes : Pierre Tronet et Clément Goncalves |
| Fontaine         | Gardiens         | Cowley                  | | Arbitrage : Marie-Tjana Picavet Juges de lignes : Pierre Tronet et Clément Goncalves |
| 6 min            | Pénalités        | 2 min                   | | Arbitrage : Marie-Tjana Picavet Juges de lignes : Pierre Tronet et Clément Goncalves |
|                  |                  |                         | | Arbitrage : Marie-Tjana Picavet Juges de lignes : Pierre Tronet et Clément Goncalves |

## Huitièmes de finale
| 24 novembre 2021 | Valenciennes (D2) | 1-7 (0-4, 1-2, 0-1) | Bordeaux (SLM) | Patinoire Valigloo 991 spectateurs |

| Feuille de match                     | Feuille de match                                 | Feuille de match                | Feuille de match | Feuille de match                                                                |
| ------------------------------------ | ------------------------------------------------ | ------------------------------- | --- | ------------------------------------------------------------------------------- |
|                                      | - Jääskeläinen (Paredes, Houque) — 27 min 50 s - | 0-1 0-2 0-3 0-4 1-4 1-5 1-6 1-7 | Poudrier (Lévèsque, Wideman) — 4 min 24 s (SN) Tartari (Wideman) — 12 min 57 s Wideman (Fyten, Rambelo) — 15 min 39 s Rambelo (Wideman, Moisand) — 15 min 54 s - Bélisle (Rambelo) — 28 min 54 s Wideman (Fyten, Rambelo) — 34 min 41 s Moisand (Wideman, Fyten) — 56 min 11 s | Arbitrage : Alexandre Hauchart Juges de lignes : Cyril Debuche et Jérémy Metais |
| Viskari (40 min) Courtoison (20 min) | Gardiens                                         | Richard                         | | Arbitrage : Alexandre Hauchart Juges de lignes : Cyril Debuche et Jérémy Metais |
| 10 min                               | Pénalités                                        | 8 min                           | | Arbitrage : Alexandre Hauchart Juges de lignes : Cyril Debuche et Jérémy Metais |
|                                      |                                                  |                                 | | Arbitrage : Alexandre Hauchart Juges de lignes : Cyril Debuche et Jérémy Metais |

| 2 novembre 2021 | Angers (SLM) | 3-2 (0-1, 1-0, 2-1) | Amiens (SLM) | Angers IceParc 3 360 spectateurs |

| Feuille de match | Feuille de match | Feuille de match    | Feuille de match                                                                | Feuille de match                                                                                   |
| ---------------- | --- | ------------------- | ------------------------------------------------------------------------------- | -------------------------------------------------------------------------------------------------- |
|                  | - Ritz (Bouchard, Bouvet) — 21 min 5 s (SN) Gaborit (Di Dio Balsamo, Ritz) — 48 min 6 s - Gaborit (Coulombe, Di Dio Balsamo) — 55 min 49 s | 0-1 1-1 2-1 2-2 3-2 | Tiala (Romand, Bault) — 19 min 2 s - Boivin (Lopatchouk, Bault) — 50 min 42 s - | Arbitrage : Laurent Garbay et Jérémy Rauline Juges de lignes : Jérémie Douchy et Clément Goncalves |
| Cowley           | Gardiens | Buysse              |                                                                                 | Arbitrage : Laurent Garbay et Jérémy Rauline Juges de lignes : Jérémie Douchy et Clément Goncalves |
| 4 min            | Pénalités | 2 min               |                                                                                 | Arbitrage : Laurent Garbay et Jérémy Rauline Juges de lignes : Jérémie Douchy et Clément Goncalves |
|                  | |                     |                                                                                 | Arbitrage : Laurent Garbay et Jérémy Rauline Juges de lignes : Jérémie Douchy et Clément Goncalves |

| 2 novembre 2021 | Wasquehal (D2) | 0-6 (0-0, 0-2, 0-4) | Nantes (D1) | Patinoire Serge Charles Lille 380 spectateurs |

| Feuille de match | Feuille de match | Feuille de match        | Feuille de match | Feuille de match                                                                    |
| ---------------- | ---------------- | ----------------------- | --- | ----------------------------------------------------------------------------------- |
|                  | -                | 0-1 0-2 0-3 0-4 0-5 0-6 | Ten Braak (Conil) — 31 min 7 s Sautereau — 38 min 52 s Crowder (Ten Braak, Bergeron) — 40 min 49 s (SN) Crowder (Bergeron, Gagnon) — 43 min André (Brenton, Marks) — 45 min 28 s Schmitt — 58 min 56 s (SN) | Arbitrage : Sébastien Levasseur Juges de lignes : Romain Honoré et Leevan Thiebault |
| Trutt            | Gardiens         | Pawelek                 | | Arbitrage : Sébastien Levasseur Juges de lignes : Romain Honoré et Leevan Thiebault |
| 10 min           | Pénalités        | 6 min                   | | Arbitrage : Sébastien Levasseur Juges de lignes : Romain Honoré et Leevan Thiebault |
|                  |                  |                         | | Arbitrage : Sébastien Levasseur Juges de lignes : Romain Honoré et Leevan Thiebault |

| 3 novembre 2021 | Rouen (SLM) | 3-2 (2-0, 1-1, 0-1) | Cergy-Pontoise (SLM) | Île Lacroix 2 560 spectateurs |

| Feuille de match | Feuille de match | Feuille de match    | Feuille de match                                                                        | Feuille de match                                                                           |
| ---------------- | --- | ------------------- | --------------------------------------------------------------------------------------- | ------------------------------------------------------------------------------------------ |
|                  | Nesa (Guttig, Flood) — 7 min 13 s Tessier (Lampérier, Guimond) — 11 min 39 s Tessier (Flood, Bedin) — 23 min 26 s (SN) - | 1-0 2-0 3-0 3-1 3-2 | - Hordelalay (Owre, Diffley) — 32 min 48 s (SN) Dorey (Kearney, Rajamäki) — 53 min 43 s | Arbitrage : Pierre Dehaen et Yann Furet Juges de lignes : Jérémie Collin et Jérémie Douchy |
| Pintarič         | Gardiens | Ylönen              |                                                                                         | Arbitrage : Pierre Dehaen et Yann Furet Juges de lignes : Jérémie Collin et Jérémie Douchy |
| 16 min           | Pénalités | 12 min              |                                                                                         | Arbitrage : Pierre Dehaen et Yann Furet Juges de lignes : Jérémie Collin et Jérémie Douchy |
|                  | |                     |                                                                                         | Arbitrage : Pierre Dehaen et Yann Furet Juges de lignes : Jérémie Collin et Jérémie Douchy |

| 3 novembre 2021 | Annecy (D2) | 2-6 (1-3, 0-3, 1-0) | Briançon (SLM) | Complexe Jean Régis 950 spectateurs |

| Feuille de match                            | Feuille de match                                      | Feuille de match                | Feuille de match | Feuille de match                                                          |
| ------------------------------------------- | ----------------------------------------------------- | ------------------------------- | --- | ------------------------------------------------------------------------- |
|                                             | - Arnaud (Louvier) — 2 min 12 s - Gauze — 47 min 13 s | 0-1 1-1 1-2 1-3 1-4 1-5 1-6 2-6 | Vasko (Schmitt, Berard) — 1 min 34 s - Huna (Torres, Faure-Brac) — 2 min 27 s Carminati (Schmitt, Cútt) — 8 min 4 s Cútt (Lend'ák) — 23 min 13 s Berard (Cútt, Hvila) — 25 min 37 s Vasko (Torres, Sedlak) — 31 min 17 s - | Arbitrage : Didier Drif Juges de lignes : Vincent Zede et Gildas Fontaine |
| Mongellaz (30 min 39 s) Dugat (29 min 21 s) | Gardiens                                              | Richard                         | | Arbitrage : Didier Drif Juges de lignes : Vincent Zede et Gildas Fontaine |
| 9 min                                       | Pénalités                                             | 25 min                          | | Arbitrage : Didier Drif Juges de lignes : Vincent Zede et Gildas Fontaine |
|                                             |                                                       |                                 | | Arbitrage : Didier Drif Juges de lignes : Vincent Zede et Gildas Fontaine |

| 2 novembre 2021 | Épinal (D1) | 2-3 (0-2, 2-0, 0-1) | Gap (SLM) | Patinoire de Poissompré 2 250 spectateurs |

| Feuille de match | Feuille de match                                                                     | Feuille de match    | Feuille de match                                                                                         | Feuille de match                                                                         |
| ---------------- | ------------------------------------------------------------------------------------ | ------------------- | --- | ---------------------------------------------------------------------------------------- |
|                  | - Altidor (Baškatovs, Nechala) — 24 min 50 s Lubin (Fujerik, Rudzan) — 36 min 55 s - | 0-1 0-2 1-2 2-2 2-3 | Correia (Joubert) — 1 min 55 s Colotti (Correia, Goličič) — 6 min 47 s - Colotti (Golicic) — 59 min 40 s | Arbitrage : Adrien Ernecq Juges de lignes : Sueva Torribio-Rousselin et Jason Thorrignac |
| Korochoune       | Gardiens                                                                             | Junca               | | Arbitrage : Adrien Ernecq Juges de lignes : Sueva Torribio-Rousselin et Jason Thorrignac |
| 8 min            | Pénalités                                                                            | 16 min              | | Arbitrage : Adrien Ernecq Juges de lignes : Sueva Torribio-Rousselin et Jason Thorrignac |
|                  |                                                                                      |                     | | Arbitrage : Adrien Ernecq Juges de lignes : Sueva Torribio-Rousselin et Jason Thorrignac |

| 3 novembre 2021 | Chambéry (D1) | 1-10 (0-1, 1-4, 0-5) | Chamonix (SLM) | Patinoire Buisson Rond 550 spectateurs |

| Feuille de match | Feuille de match                                    | Feuille de match                             | Feuille de match | Feuille de match                                                                  |
| ---------------- | --------------------------------------------------- | -------------------------------------------- | --- | --------------------------------------------------------------------------------- |
|                  | - Johnson (Crivello, Bachelet) — 21 min 17 s (SN) - | 0-1 1-1 1-2 1-3 1-4 1-5 1-6 1-7 1-8 1-9 1-10 | Masson (Silfver) — 11 min 59 s - Harjula (Salonen, Convert) — 22 min 19 s Salonen (Masson, Silfver) — 25 min 3 s (SN) Silfver (Durand, Masson) — 29 min 23 s Kazarine (Masson, Durand) — 35 min 4 s Delemps (Coulaud) — 43 min 46 s Kazarine (Masson, Durand) — 44 min 41 s Salonen (Harjula, Silfver) — 45 min 1 s Lilliehöök (Kara, Kazarine) — 47 min 17 s (SN) Masson (Terrier, Coffy) — 57 min 55 s | Arbitrage : Geoffrey Barcelo Juges de lignes : Gwilherm Margry et Alexia Cheyroux |
| Richer           | Gardiens                                            | Sabol                                        | | Arbitrage : Geoffrey Barcelo Juges de lignes : Gwilherm Margry et Alexia Cheyroux |
| 14 min           | Pénalités                                           | 39 min                                       | | Arbitrage : Geoffrey Barcelo Juges de lignes : Gwilherm Margry et Alexia Cheyroux |
|                  |                                                     |                                              | | Arbitrage : Geoffrey Barcelo Juges de lignes : Gwilherm Margry et Alexia Cheyroux |

| 2 novembre 2021 | Nice (SLM) | 4-3 (1-0, 1-2, 2-1) | Grenoble (SLM) | Palais des sports Jean-Bouin 650 spectateurs |

| Feuille de match | Feuille de match | Feuille de match            | Feuille de match | Feuille de match                                                                                           |
| ---------------- | --- | --------------------------- | --- | --- |
|                  | Crête (Valtonen, Pelamo) — 3 min 2 s - Bonnardel (Valtonen, Bagin) — 34 min 41 s - Valtonen (Bagin, Penz) — 51 min 40 s Brincko (Carpentier) — 58 min 30 s | 1-0 1-1 1-2 2-2 2-3 3-3 4-3 | - Fleury (Treille, Poukkula) — 28 min 22 s (SN) Hardy (Poukkula, Deschamps) — 29 min 26 s - Poukkula (Fleury, Treille) — 47 min 32 s (SN) - | Arbitrage : Nicolas Barbez et Benjamin Scolari Juges de lignes : Guillaume Gielly et Nicolas Constantineau |
| Romančík         | Gardiens | Štěpánek                    | | Arbitrage : Nicolas Barbez et Benjamin Scolari Juges de lignes : Guillaume Gielly et Nicolas Constantineau |
| 10 min           | Pénalités | 43 min                      | | Arbitrage : Nicolas Barbez et Benjamin Scolari Juges de lignes : Guillaume Gielly et Nicolas Constantineau |
|                  | |                             | | Arbitrage : Nicolas Barbez et Benjamin Scolari Juges de lignes : Guillaume Gielly et Nicolas Constantineau |

## Quarts de finale
| 1er décembre 2021 | Bordeaux (SLM) | 4-3 (pr) (3-1, 0-0, 0-2, 1-0) | Rouen (SLM) | Patinoire de Mériadeck 2 121 spectateurs |

| Feuille de match | Feuille de match | Feuille de match            | Feuille de match                                                                                    | Feuille de match                                                                           |
| ---------------- | --- | --------------------------- | --------------------------------------------------------------------------------------------------- | ------------------------------------------------------------------------------------------ |
|                  | Carry (Vitou) — 1 min 23 s - Lamboley (Guillaume) — 6 min 19 s Legault (Lévèsque, Wideman) — 8 min 20 s (SN) - Fyten — 64 min 4 s | 1-0 1-1 2-1 3-1 3-2 3-3 4-3 | - Vīgners (Caron, Hervé) — 5 min 1 s - Gilbert — 47 min 23 s Guimond (Nesa, Dorion) — 55 min 46 s - | Arbitrage : Damien Bliek et Yann Furet Juges de lignes : Clément Goncalves et Johan Fauvel |
| Fouquerel        | Gardiens | Pintarič                    | | Arbitrage : Damien Bliek et Yann Furet Juges de lignes : Clément Goncalves et Johan Fauvel |
| 9 min            | Pénalités | 13 min                      | | Arbitrage : Damien Bliek et Yann Furet Juges de lignes : Clément Goncalves et Johan Fauvel |
|                  | |                             | | Arbitrage : Damien Bliek et Yann Furet Juges de lignes : Clément Goncalves et Johan Fauvel |

| 1er décembre 2021 | Nice (SLM) | 2-3 (TB) (0-0, 2-1, 0-1, 0-0, 0-1) | Angers (SLM) | Palais des sports Jean-Bouin 250 spectateurs |

| Feuille de match | Feuille de match                                                        | Feuille de match    | Feuille de match                                                                                                | Feuille de match                                                                                    |
| ---------------- | ----------------------------------------------------------------------- | ------------------- | --- | --------------------------------------------------------------------------------------------------- |
|                  | Valtonen (Pelamo, Proux) — 24 min 39 s - Pelamo (Proux) — 31 min 57 s - | 1-0 1-1 2-1 2-2 2-3 | - Bouchard (Halley, Giroux) — 27 min 51 s (SN) - Giroux (Coulombe, Bouvet) — 40 min 17 s Bouchard — 65 min (TB) | Arbitrage : Nicolas Barbez et Nicolas Cregut Juges de lignes : Guillaume Barthe et Guillaume Gielly |
| Bonvalot         | Gardiens                                                                | Cowley              | | Arbitrage : Nicolas Barbez et Nicolas Cregut Juges de lignes : Guillaume Barthe et Guillaume Gielly |
| 6 min            | Pénalités                                                               | 4 min               | | Arbitrage : Nicolas Barbez et Nicolas Cregut Juges de lignes : Guillaume Barthe et Guillaume Gielly |
|                  |                                                                         |                     | | Arbitrage : Nicolas Barbez et Nicolas Cregut Juges de lignes : Guillaume Barthe et Guillaume Gielly |

| 1er décembre 2021 | Nantes (D1) | 2-6 (0-4, 0-1, 2-1) | Gap (SLM) | Patinoire du Petit Port 1 036 spectateurs |

| Feuille de match                 | Feuille de match                                                             | Feuille de match                | Feuille de match | Feuille de match                                                                             |
| -------------------------------- | ---------------------------------------------------------------------------- | ------------------------------- | --- | -------------------------------------------------------------------------------------------- |
|                                  | - Auger — 50 min 16 s (IN) - Jacquier (O'Shaughnessy, Schmitt) — 58 min 17 s | 0-1 0-2 0-3 0-4 0-5 1-5 1-6 2-6 | Gutierrez (Colotti, Prissaint) — 11 min 14 s Colotti (Thillet) — 13 min 45 s Gutierrez (A. Faure, Colotti) — 14 min 40 s Chautant — 19 min 30 s Robert (Thillet, Chapuis) — 34 min 32 s - Thillet — 53 min 37 s - | Arbitrage : Laurent Garbay et Julien Peyre Juges de lignes : Cyril Debuche et Jérémie Douchy |
| Harald (20 min) Pawelek (40 min) | Gardiens                                                                     | Junca                           | | Arbitrage : Laurent Garbay et Julien Peyre Juges de lignes : Cyril Debuche et Jérémie Douchy |
| 6 min                            | Pénalités                                                                    | 8 min                           | | Arbitrage : Laurent Garbay et Julien Peyre Juges de lignes : Cyril Debuche et Jérémie Douchy |
|                                  |                                                                              |                                 | | Arbitrage : Laurent Garbay et Julien Peyre Juges de lignes : Cyril Debuche et Jérémie Douchy |

| 30 novembre 2021 | Chamonix (SLM) | 2-3 (0-0, 1-2, 1-1) | Briançon (SLM) | Centre sportif Richard-Bozon 585 spectateurs |

| Feuille de match | Feuille de match                                                                | Feuille de match    | Feuille de match | Feuille de match                                                                                     |
| ---------------- | ------------------------------------------------------------------------------- | ------------------- | --- | --- |
|                  | Coulaud (Kudělka, Lilliehöök) — 33 min 36 s (SN) - Terrier — 44 min 25 s (SN) - | 0-1 1-1 1-2 2-2 2-3 | - R. Colomban (Tomko, Michalcin) — 34 min 44 s (2 IN) Carminati (Torres, Ruel) — 39 min 31 s - Sedlak (Michalcin, Berard) — 50 min 45 s | Arbitrage : Geoffrey Barcelo et Jérémy Rauline Juges de lignes : Jason Thorrignac et Gwilherm Margry |
| Sabol            | Gardiens                                                                        | Brož                | | Arbitrage : Geoffrey Barcelo et Jérémy Rauline Juges de lignes : Jason Thorrignac et Gwilherm Margry |
| 2 min            | Pénalités                                                                       | 12 min              | | Arbitrage : Geoffrey Barcelo et Jérémy Rauline Juges de lignes : Jason Thorrignac et Gwilherm Margry |
|                  |                                                                                 |                     | | Arbitrage : Geoffrey Barcelo et Jérémy Rauline Juges de lignes : Jason Thorrignac et Gwilherm Margry |

## Demi-finales
| 16 janvier 2021 | Gap (SLM) | 2-0 (0-0, 2-0, 0-0) | Briançon (SLM) | Alp'Arena 2 000 spectateurs |

| Feuille de match | Feuille de match                                                                         | Feuille de match | Feuille de match | Feuille de match                                                                                       |
| ---------------- | ---------------------------------------------------------------------------------------- | ---------------- | ---------------- | --- |
|                  | Gutierrez (Mickēvičs, Lorraine) — 26 min 45 s Joubert (Chapuis, Bourgeois) — 37 min 21 s | 1-0 2-0          | -                | Arbitrage : Geoffrey Barcelo et Nicolas Cregut Juges de lignes : Vincent Zede et Nicolas Constantineau |
| Junca            | Gardiens                                                                                 | Brož             |                  | Arbitrage : Geoffrey Barcelo et Nicolas Cregut Juges de lignes : Vincent Zede et Nicolas Constantineau |
| 12 min           | Pénalités                                                                                | 42 min           |                  | Arbitrage : Geoffrey Barcelo et Nicolas Cregut Juges de lignes : Vincent Zede et Nicolas Constantineau |
|                  |                                                                                          |                  |                  | Arbitrage : Geoffrey Barcelo et Nicolas Cregut Juges de lignes : Vincent Zede et Nicolas Constantineau |

| 9 janvier 2021 | Angers (SLM) | 2-1 (0-0, 2-1, 0-0) | Bordeaux (SLM) | Angers IceParc 2 000 spectateurs |

| Feuille de match | Feuille de match                                                                      | Feuille de match | Feuille de match                                   | Feuille de match                                                                                |
| ---------------- | ------------------------------------------------------------------------------------- | ---------------- | -------------------------------------------------- | ----------------------------------------------------------------------------------------------- |
|                  | Giroux (Halley, Sarliève) — 29 min 2 s (SN) - Smith (Ritz, Bouvet) — 39 min 40 s (SN) | 1-0 1-1 2-1      | - Legault (Lévèsque, Poudrier) — 36 min 2 s (SN) - | Arbitrage : Damien Bliek et Pierre Dehaen Juges de lignes : Jérémie Douchy et Clément Goncalves |
| Cowley           | Gardiens                                                                              | Fouquerel        |                                                    | Arbitrage : Damien Bliek et Pierre Dehaen Juges de lignes : Jérémie Douchy et Clément Goncalves |
| 12 min           | Pénalités                                                                             | 31 min           |                                                    | Arbitrage : Damien Bliek et Pierre Dehaen Juges de lignes : Jérémie Douchy et Clément Goncalves |
|                  |                                                                                       |                  |                                                    | Arbitrage : Damien Bliek et Pierre Dehaen Juges de lignes : Jérémie Douchy et Clément Goncalves |

## Finale
| 30 janvier 2022 | Gap (SLM) | 4-5 (2-2, 2-2, 0-0, 0-1) | Angers (SLM) | Aren'ice 2 000 spectateurs |

| Feuille de match | Feuille de match | Feuille de match                    | Feuille de match | Feuille de match                                                                                       |
| ---------------- | --- | ----------------------------------- | --- | --- |
|                  | Lorraine (Rohat, Thillet) — 8 min 46 s Goličič (Correia, Colotti) — 13 min 52 s - Lagarde (Thillet) — 35 min 27 s Correia (Goličič) — 36 min 9 s - | 1-0 2-0 2-1 2-2 2-3 2-4 3-4 4-4 4-5 | - Halley (Bouvet, Smith) — 18 min 2 s Bouchard (Dusseau, Llorca) — 19 min 1 s Sarliève (Farnier, Torquato) — 25 min 38 s Manning (Di Dio Balsamo, Serer) — 29 min 14 s - Gaborit (Manning) — 62 min 42 s | Arbitrage : Damien Bliek et Pierre Dehaen Juges de lignes : Clément Goncalves et Nicolas Constantineau |
| Junca            | Gardiens | Cowley                              | | Arbitrage : Damien Bliek et Pierre Dehaen Juges de lignes : Clément Goncalves et Nicolas Constantineau |
| 4 min            | Pénalités | 14 min                              | | Arbitrage : Damien Bliek et Pierre Dehaen Juges de lignes : Clément Goncalves et Nicolas Constantineau |
| 28               | Tirs | 44                                  | | Arbitrage : Damien Bliek et Pierre Dehaen Juges de lignes : Clément Goncalves et Nicolas Constantineau |

## Nombre d'équipes par division et par tour
|                       | Premier tour | Seizièmes de finale | Huitièmes de finale   | Quarts de finale      | Demi- finales         | Finale                |
| Ligue Magnus 12 clubs | Exempts      | 12                  | 10                    | 7                     | 4                     | 2                     |
| Division 1 14 clubs   | 14           | 10                  | 3                     | 1                     | Plus de représentants | Plus de représentants |
| Division 2 16 clubs   | 16           | 8                   | 3                     | Plus de représentants | Plus de représentants | Plus de représentants |
| Division 3 10 clubs   | 10           | 2                   | Plus de représentants | Plus de représentants | Plus de représentants | Plus de représentants |
| Totaux                | 40           | 32                  | 16                    | 8                     | 4                     | 2                     |